# Arhopala bowringi
Arhopala bowringi är en fjärilsart som beskrevs av Evans 1957. Arhopala bowringi ingår i släktet Arhopala och familjen juvelvingar. Inga underarter finns listade i Catalogue of Life.